# Jan Burian (historik)
Jan Burian (19. března 1929, Hlohovec, Československo – 6. května 2011) byl klasický filolog a historik, zaměřený na dějiny starověku, překladatel z latiny a starověké řečtiny. V roce 1969 se stal docentem, v roce 1994 byl jmenován profesorem.

## Život
V letech 1948–1952 vystudoval latinu a francouzštinu na Filozofické fakultě Univerzity Karlovy. Poté zde v letech 1953–1964 působil jako asistent a odborný asistent na katedře věd o antickém starověku. V letech 1964–1970 byl zaměstnán v Historickém ústavu Československé akademie věd. V letech 1970–90 byl zaměstnán v Kabinetu pro studia řecká, římská a latinská, Československé akademie věd. Od 1991 přednášel na Filozofické fakultě Univerzity Komenského v Bratislavě a od 1995 také na Fakultě humanistiky Trnavské univerzity.

## Dílo
Jan Burian se zabýval dějinami antického Říma, především císařským obdobím i obecnými dějinami starověku. 
Publikoval několik vědeckých knih o starých Římanech, Etruscích, starověkých středomořských civilizacích atd. (některé z nich ve spoluautorství).
On také překládal antická historická díla z latiny a řečtiny, většinou ve spolupráci s Bohumilou Mouchovou.

### Překlady z latiny
společně Bohumilou Mouchovou
- Portréty světovládců 1 (Od Hadriana po Alexandra Severa), Svoboda, Praha 1982
- Portréty světovládců 2 (Od Maximinů po Carina), Svoboda, Praha 1982
- Synové slávy – oběti iluzí, Svoboda, Praha 1977

### Překlady ze starověké řečtiny
s Bohumilou Mouchovou)
- Appianos: Zrod římského impéria – Římské dějiny 1, Svoboda, Praha 1986
- Appianos: Krize římské republiky – Římské dějiny 2 (občanské války), Svoboda, Praha 1989
- Héródianos: Řím po Marku Aureliovi, Svoboda, Praha 1975
- Aurelius Victor, Sextus: Kniha o císařích, in: Řím po Marku Aureliovi, Svoboda, Praha 1975